# Корабельная ударная группа

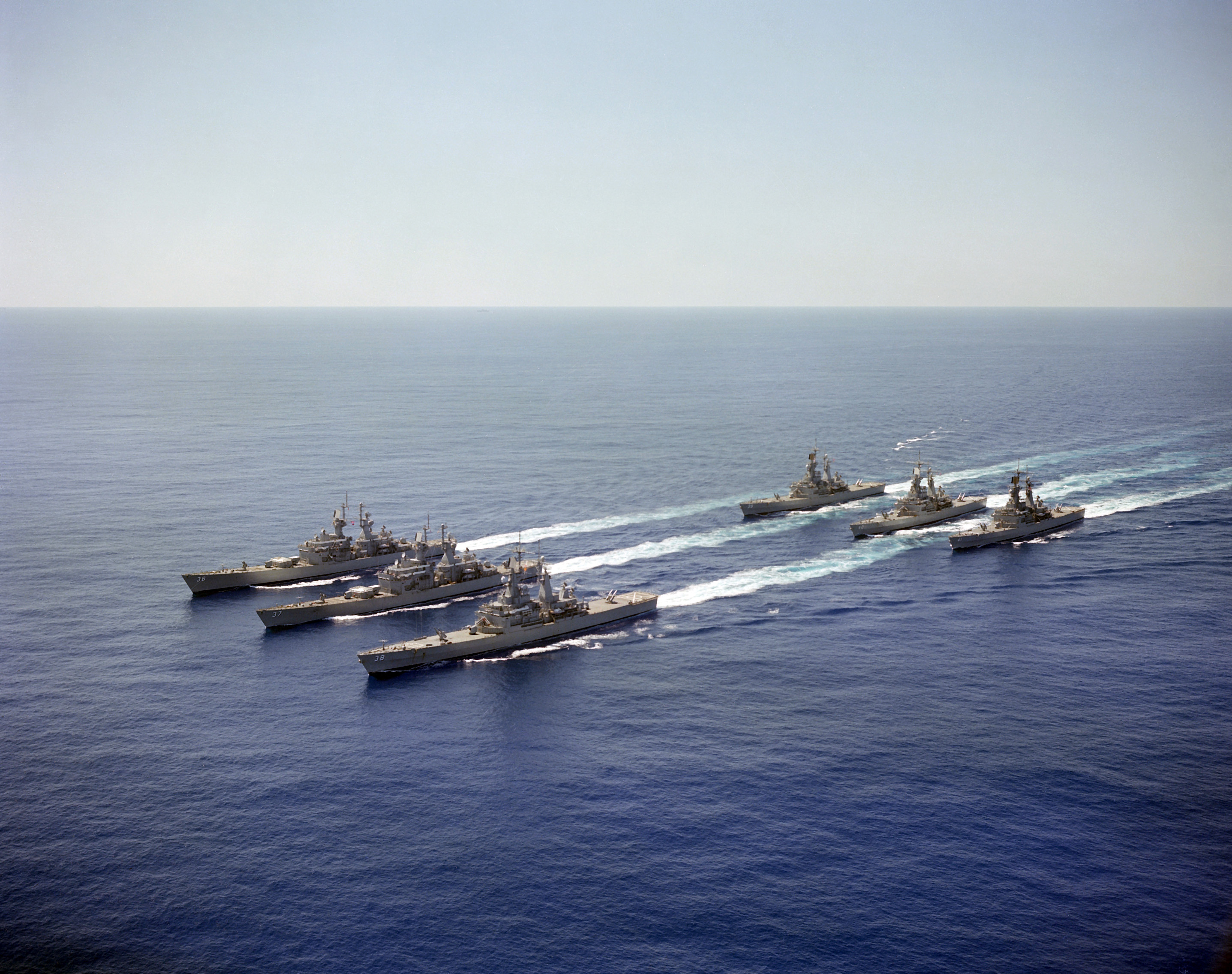

Корабельная ударная группа (сокращённо КУГ) — временное формирование сил ВМС, тактическая группа надводных боевых кораблей, создаваемая на период операции (боя) для действий против надводных сил флота противника, его конвоев, морских десантов и наземных объектов на морском побережье. Является одним из элементов боевого порядка группировки сил (авианосной, амфибийной и т. д.).
В состав КУГ могут входить ракетные, авианесущие и артиллерийско-торпедные корабли, ракетные и торпедно-артиллерийские катера.
Первые КУГ начали создаваться в период Второй мировой войны в ВМС США для более эффективного использования оружия боевых кораблей и повышения мощи всех видов обороны кораблей, обеспечения гибкости управления и более чёткого взаимодействия кораблей. Оперативно-боевая организационная структура КУГ формируется в соответствии с возлагаемыми на неё задачами.
После Второй мировой войны КУГ создавали и создаются во флотах ряда стран, в том числе и в ВМФ СССР/ВМФ России.